# وانگ فی (بازیکن بسکتبال)
وانگ فی (انگلیسی: Wang Fei؛ زادهٔ ۲۵ مارس ۱۹۶۳) بازیکن سابق و مربی بسکتبال اهل چین است.
از باشگاه‌هایی که در آن بازی کرده‌است می‌توان به باشگاه بسکتبال بایی راکتس اشاره کرد.